# Ханина бен Доса
Ханина бен Доса (ивр. חנינא בן דוסא‎) — еврейский учёный и чудотворец I века, ученик Иоханана бен Заккая. Похоронен в городе Арраба на севере Израиля.

## Биография
Жил в Галилее, известен своей абсолютной порядочностью и высочайшими нравственными качествами, служил примером соблюдения шаббата. Хотя он причислен к танаимам и цитируется, от него не сохранилось ни одной галахи, а лишь несколько агадот. Его помнят больше за его поведение, чем за его галахические учения.